# Ceratina fulvofasciata
Ceratina fulvofasciata är en biart som beskrevs av Adolpho Ducke 1908. Ceratina fulvofasciata ingår i släktet märgbin, och familjen långtungebin. Inga underarter finns listade i Catalogue of Life.